# Хивинский поход (1873)
Хивинский поход 1873 года — военная экспедиция войск Российской империи с целью покорения Хорезма (Хивинского ханства) в 1873 году.

## Предыстория
К 1870-м годам Российская империя покорила два крупнейших государства в Средней Азии — Бухарский эмират и Кокандское ханство. Значительные территории этих государств были аннексированы. Последним независимым государством в Средней Азии оставалось Хивинское ханство. Со всех сторон оно было окружено российскими территориями и территориями протектората России Бухарского эмирата.

## Боевые действия
Завоевание Хивинского ханства осуществлялось силами четырёх отрядов, выступивших в конце февраля и начале марта 1873 из Ташкента (генерал-адъютант и генерал-губернатор Северо-Западного края К. П. Кауфман), Оренбурга (генерал-майор Н. А. Верёвкин), Мангышлака (полковник Н. П. Ломакин) и Красноводска (полковник В. И. Маркозов) (по 2—5 тысяч человек) общей численностью 12—13 тысяч человек и 56 орудий, 4600 лошадей и 20 тысяч верблюдов. Командование всеми отрядами было поручено туркестанскому генерал-адъютант К. П. Кауфману
Выступив 26 февраля с Эмбинского поста, Оренбургский отряд генерал-майора Н. А. Верёвкина через степи, занесённые глубокими снегами, направился к Хиве. Поход был в высшей степени труден: начат суровой зимой, он закончился в палящую жару в песках. Во время пути почти ежедневно происходили стычки с хивинцами. 14 мая авангард Оренбургского отряда соединился с Мангышлакским отрядом полковника Н. П. Ломакина.
20 мая и 21 мая хивинцы попытались преградить путь русским отрядам сначала у Ходжейли, затем у Мангыта. Выдержав атаки туркмен русские разбили хивинцев и взяли Мангыт, который был сожжён. Потери хивинцев в двухдневном бою до 3000 убитыми. Несмотря на потери, 22 мая хивинцы вновь попытались атаковать русских у Кята, но снова потерпели поражение и попытались вступить с русскими в переговоры. Однако Н. А. Верёвкин не принял послов и продолжил движение к Хиве.
26 мая соединившиеся Оренбургский и Мангышлакский отряды подошли к Хиве с севера и 28 мая оба отряда расположились на позиции напротив Шах-абадских ворот Хивы; 28 мая соединённые отряды штурмовали ворота, Н. А. Верёвкин при штурме был ранен в голову и командование перешло к полковнику В. С. Саранчёву. 29 мая к Хиве с юго-востока подошёл Туркестанский отряд генерал-адъютанта К. П. Кауфмана и вступил в Хиву с южной стороны, было объявлено перемирие и хивинцы капитулировали. Однако из-за господствовавшего в городе безвластия, северная часть города не знала о капитуляции и не открыла ворота, что вызвало штурм северной части стены. Михаил Скобелев с двумя ротами штурмовал Шахабатские ворота, первым пробрался вовнутрь крепости и хотя был атакован неприятелем, но удержал за собой ворота и вал. Штурм был прекращён по приказу К. П. Кауфмана, который в это время мирно вступал в город с противоположной стороны.
Красноводский отряд полковника В. И. Маркозова из-за отсутствия воды был вынужден вернуться в Красноводск и во взятии Хивы участия не принимал.
В Хиве было освобождено 10 тысяч рабов, на хивинского хана была наложена контрибуция в 2,2 млн рублей. Однако со взятием Хивы боевые действия не закончились. Туркменские племена отказывались подчиняться России. Для наказания непокорных племён К. П. Кауфман выслал 2 отряда, которые настигли туркмен 14—15 июня у Кокчука и разбили их. Потери туркмен составили более 2 000 убитыми, было сожжено 14 селений.
Боевые потери русских войск составили 33 убитых (4 офицера и 29 нижних чинов) и 124 раненых (2 генерала, 18 офицеров и 104 нижних чина):
- туркестанский отряд: убиты 2 офицера и 6 нижних чинов, ранены 1 генерал, 8 офицеров и 41 нижний чин;
- оренбургский отряд: убиты 1 офицер и 5 нижних чинов, ранены 1 генерал, 2 офицера и 11 нижних чинов;
- мангышлакский отряд: убиты 7 нижних чинов, ранены 7 офицеров и 45 нижних чинов;
- эскадра Аральской флотилии: убиты 1 офицер и 11 нижних чинов, ранены 1 офицер и 7 нижних чинов.

## Последствия
Между Россией и Хивинским ханством был заключён Гендемианский мирный договор. Хивинское ханство признало протекторат Российской империи над собой.
22 июля 1873 года император Александр II специально для участников описываемых военных событий учредил государственную награду — медаль «За Хивинский поход». Также ряду воинских подразделений в «награду за подвиги мужества и храбрости …, оказанные в делах с неприятелем во время Хивинского похода 1873 года, а также в делах с Туркменами 15 и 16 июля того же года» были вручены Георгиевские серебряные трубы с надписью «За отличие в Хивинском походе 1873 года» или знаки на головные уборы с той же памятной надписью.
Генерал-адъютант К. П. Кауфман был награждён орденом Святого Георгия 2-й степени, а в 1874 году произведён в инженер-генералы.
Полковник Н. П. Ломакин, командовавший Мангышлакским отрядом, за отличие получил чин генерал-майора (старшинство от 22 июля 1873 г.), золотую саблю с надписью «за храбрость» и был награждён орденами св. Владимира 3-й степени с мечами, германским Красного Орла 2-й степени с мечами и звездой, персидским Льва и Солнца 1-й степени.
Полковник В. И. Маркозов был отстранён от командования и обвинён в катастрофе Красноводского отряда. Вследствие этого вышел в отставку, но, после того как стали известны результаты разведки М. Д. Скобелевым колодцев в Каракумах, все обвинения были сняты и 14 августа 1874 года В. И. Маркозов вернулся на службу.